# الحدث الحمراء
الحدث الحمراء (أداتا، باليونانية) كانت قرية وقلعة قرب جبال طوروس (جنوب شرقي تركيا حالياً) لعبت دوراً في الحروب العربية-البيزنطية.

## الموقع
كانت القرية تقع على السفح الجنوبي لسلسلة جبال طوروس الشرقية والغربية قرب المجرى الأعلى لنهر أقصو.